# Flageolett

Flageolett des englischen Typs aus der Zeit um 1800

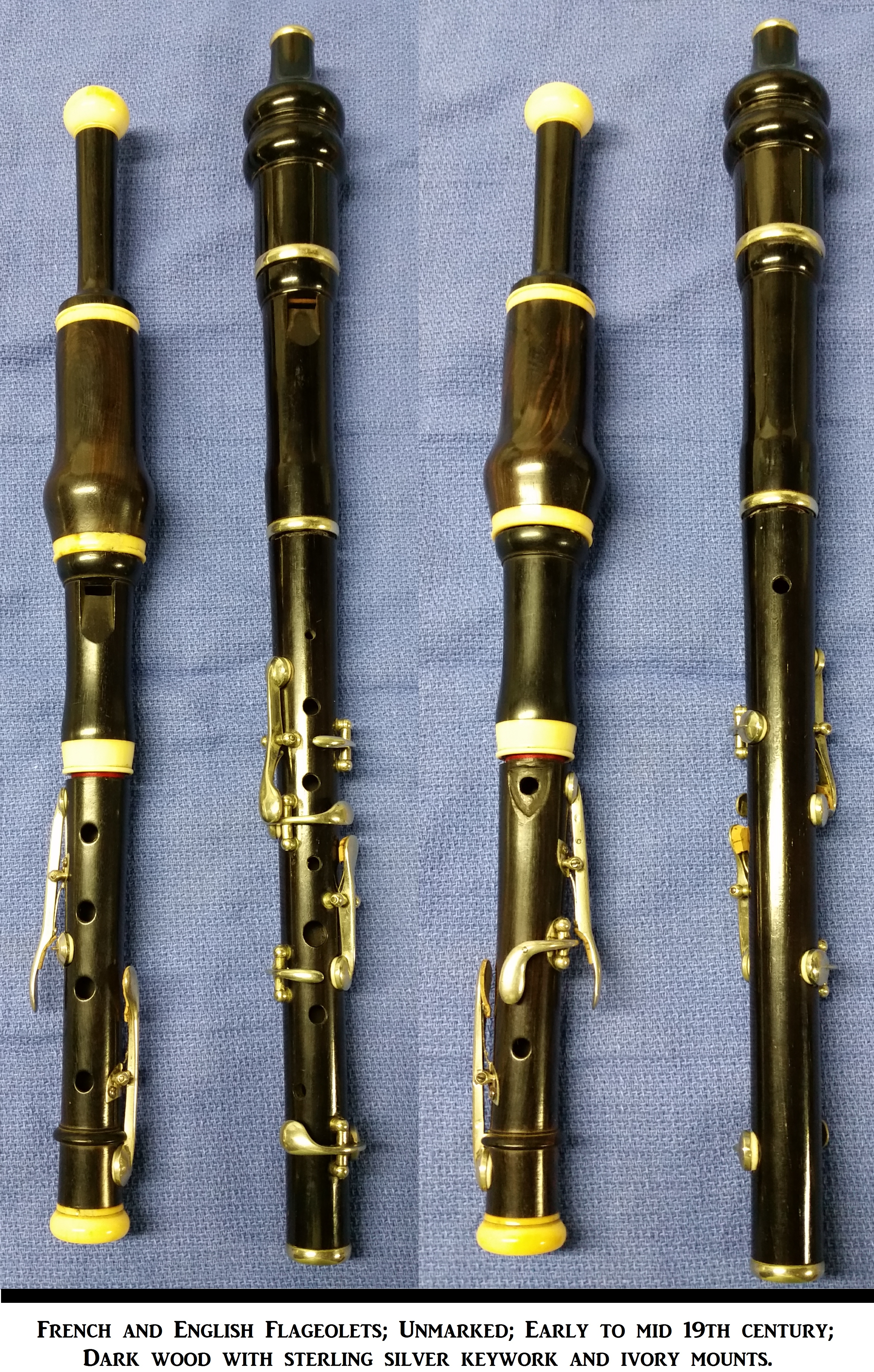
Zwei Flageoletts (Vorder- und Rückansicht); das jeweils linke ist französischen und das jeweils rechte englischen Typs. Beide besitzen Klappen zur leichteren Bedienung des komplexen Tonsystems

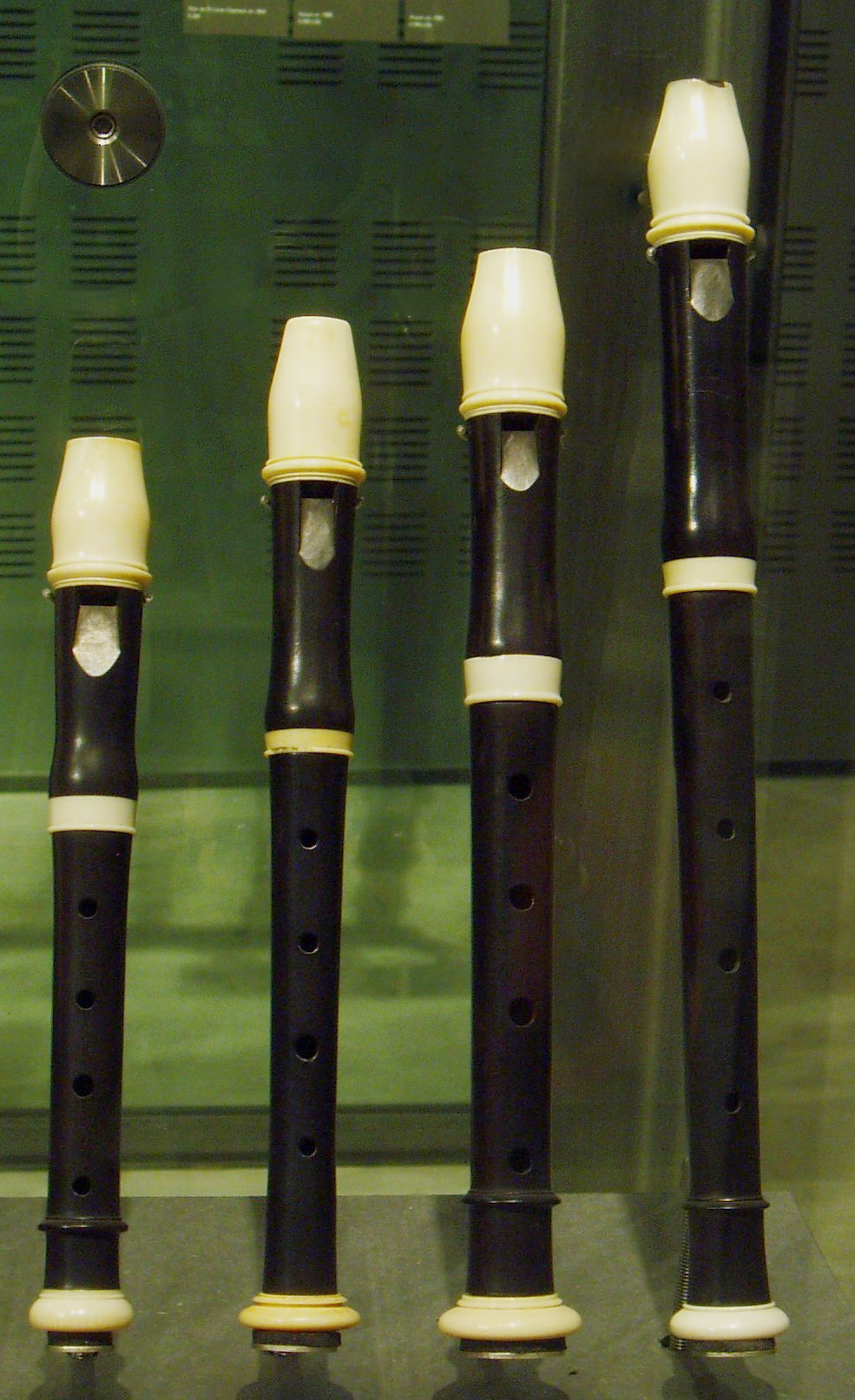
Flageoletts französischen Typs verschiedener Größen im Musée de la Musique, Paris; hier findet sich bereits der längere und rundere Schaft als Mundstück

Das Flageolett [ˌflaʒoˈlɛt] ist ein frühes Holzblasinstrument aus der Gruppe der Schnabelflöten und nah verwandt mit der Blockflöte. Der Tonumfang beträgt zwei Oktaven und drei Halbtöne; das Instrument hat einen charakteristischen weichen Klang. Es wurde Ende des 16. Jahrhunderts in Frankreich erfunden und war insbesondere in der Barockzeit präsent, vor allem als Solo- und Freizeitinstrument. Um 1800 wurden einige technische Verbesserungen durchgeführt, nach einer Spätblüte im 19. Jahrhundert geriet das Flageolett jedoch in Vergessenheit.

## Geschichte und Formen

### Vorgeschichte und Erfindung
Die seit dem 13. Jahrhundert verwendete Bezeichnung Flageolett ist das Diminutiv von Flageol (altfranzösisch für „Flöte“) und bedeutete zunächst „kleine Flöte“ schlechthin. Insbesondere wurde damit beispielsweise die katalanische Einhandflöte bezeichnet; in der Orchésographie von 1589 wird mit dem Larigot ebenfalls ein vergleichbares Instrument beschrieben. Im 16. Jahrhundert bezog sich das Wort Flageolett aber zunehmend auf eine spezifische, in Paris übliche Bauform, das sogenannte französische Flageolett, das in seiner bekannten Form 1581 von Sieur Juvigny in Paris erfunden worden sein soll. Charles Burney zufolge benutzte dieser es bei der Uraufführung des berühmten Ballet comique de la reine in diesem Jahr, dem ersten großen Hofballett der Geschichte.

### Barock
Die französische Form hat vier Grifflöcher auf der Vorder- und zwei auf der Rückseite; mit ihr lässt sich die ungewöhnliche Tonleiter A, H, C, D, E, G, A spielen. Gegriffen wird sie mit Daumen, Zeigefinger und Mittelfinger der beiden Hände. Marin Mersenne beschreibt sie in seinem Werk „Harmonie Universelle“, gibt eine Abbildung des Instruments und lässt erkennen, dass es damals bereits Virtuosen gab, die es auf dem Instrument zu einer erstaunlichen Meisterschaft brachten und die Klänge anderer Instrumente imitieren konnten. In der ersten Hälfte des 17. Jahrhunderts hieß der berühmteste Flageolettist Le Vacher.
Eine wichtige Einführung in das Flageolettspiel erschien 1682 unter dem Titel „Pleasant companion, or new lessons and instructions for the Flagelet by Thomas Greeting, Gent.“ Sie wurde von John Playford veröffentlicht und in dessen Geschäft verkauft. Die Notation der darin abgedruckten Stücke bestand aus sechs Notenlinien (für die einzelnen Löcher); zu schließende Löcher wurden mit einem Punkt auf der jeweiligen Linie markiert. In dieser Epoche, der Barockzeit, existierten Blockflöte und Flageolett nebeneinander. Letzteres war für gewöhnlich – wie bereits der Name andeutet – die kleinere Variante. So hebt auch der Autor des genannten zeitgenössischen Werkes hervor, dass es handlich und überallhin mitzunehmen sei. 1700 verfasste Jean-Pierre Freillon-Poncein ein weiteres Lehrbuch mit dem Titel „La Véritable manière d’apprendre à jouer en perfection du haut-bois, de la flûte et du flageolet, avec les principes de la musique pour la voix et pour toutes sortes d’instruments“.

### Spätere Zeit
Im späten 18. Jahrhundert entwickelte sich aus der französischen Bauform das englische Flageolett mit sechs Grifflöchern auf der Vorderseite und ohne Daumenlöcher auf der Rückseite, das in D-Dur gestimmt ist. Im Grunde handelt es sich dabei also um eine vereinfachte Form der Blockflöte. Das von William Bainbridge 1803 zum Patent angemeldete „verbesserte englische Flageolett“ besaß außerdem ein einzelnes Daumenloch auf der Rückseite. Mit der etwas späteren Fertigung dieser Flötenform aus Blech entstand unter anderem die heutige Tin Whistle, die sich mittlerweile weitestgehend durchgesetzt hat.
Daneben existiert aber auch weiterhin das französische Flageolett, das die ungewöhnliche Griffweise der frühen Modelle beibehalten hat. Es erlebte eine späte Blütezeit im 19. Jahrhundert in der Pariser Abendkultur, insbesondere zur Begleitung der Quadrille. Dabei entstanden auch neue Techniken und Verzierungen, weitere Klappen wurden ergänzt und die spielerischen Möglichkeiten mit dem Flageolett erweiterten sich noch einmal. In den 1930er Jahren geriet das Flageolett jedoch endgültig in Vergessenheit.

## Aufbau
Ursprünglich hatte das Flageolett ein schnabelartiges Mundstück, das von flacher und breiter Form war. Ab der Mitte des 18. Jahrhunderts ging man allerdings dazu über, dieses Mundstück durch einen etwas längeren runden Schaft („Schnabel“) aus Knochen, Perlmutt, Gold oder Elfenbein zu ersetzen, der optisch dem von Blockflöten ähnelt. Allerdings konnte sich die Schnabelform der Kernspalte noch einige Zeit halten, so findet sich die alte Form noch in vielen Exemplaren aus dem 19. Jahrhundert.
Das Mundstück des Instruments geht in eine Verdickung über, in der sich bei den frühen Flageoletts ein Schwamm für die Aufnahme von Kondenswasser aus der Atemluft befand. Dies ist heute nicht mehr üblich, die Birnenform des Kopfteils wurde jedoch beibehalten. Darauf folgt die Schneidekante („Labium“), auf welche die ins Instrument geblasene Luft trifft und damit einen Ton erzeugt. Den für gewöhnlich längsten Teil des Instruments bildet schließlich der zylindrische Resonanzkörper, der beim Flageolett eine enge, sich verjüngende Bohrung aufweist. An ihm befinden sich die Grifflöcher, die bei manchen Exemplaren mit Klappen zur leichteren Bedienung versehen sind. Als Material des Instrumentes selber dominierte zunächst der Buchsbaum, später wurde Ebenholz gebräuchlich.
Der Encyclopédie von Diderot und Alembert zufolge gab es neben dem hier beschriebenen flageolet d’oiseau (Vogel-Flageolett) auch ein flageolet gros (Großflageolett), das aus einem Stück gefertigt war, keine Verdickung mit Schwamm besaß und einen weniger leichten und zarten Ton besaß.

## Einsatz
Die Blütezeit des Flageoletts reichte vom 17. bis zum 19. Jahrhundert; das Instrument erreichte vor allem in England und Frankreich eine gewisse Verbreitung. Ursprünglich war es nur für den solistischen Einsatz gedacht, so komponierten Händel und Purcell einige Stücke für das Instrument. In der Kunstmusik spielte das Flageolett jedoch nie eine besonders große Rolle, auch wenn es gelegentlich in Orchestern und Kapellen für die Oberstimme eingesetzt wurde. Dies wurde gewöhnlich nicht explizit in den Noten vermerkt, lediglich in einigen Fällen gibt es Indizien dafür, dass beispielsweise eine eingezeichnete Stimme für „flautino“ im Normalfall von einem Flageolett gespielt wurde. Im Verlauf des 19. Jahrhunderts wurde dieses aber auch in den Sinfonieorchestern zunehmend von der Piccoloflöte verdrängt.
Nachweislich wurde das Flageolett privat von Samuel Pepys, Hector Berlioz und Robert Louis Stevenson gespielt. Außerdem diente es ähnlich wie die Serinette dazu, Vögeln das Singen beizubringen. William Hill beispielsweise veröffentlichte in seinem „The Bird Fancyer’s Delight“ von 1717 Melodien, die immer wieder einem Hausvogel vorgespielt werden sollten, damit dieser sie erlernt.

## Sonderformen

Doppelflageolett von Bainbridge & Wood, um 1820

Der englische Instrumentenbauer William Bainbridge ließ sich 1810 ein Doppelflageolett patentieren. Dieser Typ einer Doppelflöte besteht aus zwei miteinander verbundenen englischen Flageolettspielröhren und erzeugt einen durch Schwebungen besonders dichten Klang. Das eine Flageolett hat sieben Grifflöcher und wird mit der linken Hand gespielt, das andere hat vier Grifflöcher und wird mit der rechten Hand bedient. Die beiden Pfeifen sind allerdings an ein einzelnes Mundstück montiert, sodass sich nur beide auf einmal spielen lassen, wenn nicht eine verstopft wird. Da sich auf dem Doppelflageolett somit auch Akkorde spielen ließen, wurde es im frühen 19. Jahrhundert besonders in England recht populär. Auch ein Tripelflageolett brachte Bainbridge um 1825 auf den Markt. Es entsprach im Grunde einem Doppelflageolett, hinter den beiden Röhren befand sich jedoch noch eine dritte Basspfeife, die mit den Daumen gespielt wurde. Aufgrund der komplexen Bauweise konnte sich dieses Instrument nicht durchsetzen.
Buffet Crampon baute basierend auf dem Böhm’schen System ein Flageolett mit 13 Grifflöchern.
Neben dem üblichen Flageolett als Längsflöte wurden in seltenen Fällen auch Querflageoletts produziert. Eine weitere Kuriosität sind Instrumente, von denen der Flagolettkopf (Mundstück und Schneidekante) abgenommen und durch einen herkömmlichen Flötenkopf ersetzt werden kann. Dies ist möglich, wenn der Tonumfang der beiden Instrumente gleich ist, also die gleichen Grifflöcher verwendet werden können.
In Österreich ist das Flageolett als „Brucker Almpfeiferl“ ein Volksmusikinstrument gewesen.